# Tu scendi dalle stelle
«Tu scendi dalle stelle» [tu ˈʃendi dalle ˈstelle]  (italiano: Bajas tú de las estrellas) es un villancico de origen italiano compuesto por Alfonso María de Ligorio en 1754 en Nola, aunque otros mencionan como lugar de origen la región de Deliceto, en la provincia de Foggia.
El tema, escrito en ritmo de 6/8, se encuentra entre los villancicos italianos más famosos; la versión corta cuenta solo las dos primeras estrofas. 

## Letra
Tu scendi dalle stelle, o Re del cielo, / e vieni in una grotta al freddo e al gelo, / e vieni in una grotta al freddo e al gelo. / O Bambino mio divino, io ti vedo qui tremar; / o Dio beato! / Ahi quanto ti costò l'avermi amato! / Ahi quanto ti costò l'avermi amato!
A te, che sei del mondo il Creatore, / mancano panni e foco, o mio Signore, / mancano panni e foco, o mio Signore. / Caro eletto pargoletto, / quanto questa povertà / più m'innamora, / giacché ti fece amor povero ancora, / giacché ti fece amor povero ancora.
Tu lasci il bel gioir del divin seno, / per venire a penar su questo fieno, / per venire a penar su questo fieno. / Dolce amore del mio core, / dove amor ti trasportò? / O Gesù mio, / perché tanto patir? Per amor mio! / perché tanto patir? Per amor mio!
Ma se fu tuo voler il tuo patire, / perché vuoi pianger poi, perché vagire? / perché vuoi pianger poi, perché vagire? / Sposo mio, amato Dio, / mio Gesù, t'intendo sì! / Ah, mio Signore, / tu piangi non per duol, ma per amore, / tu piangi non per duol, ma per amore.
Tu piangi per vederti da me ingrato / dopo sì grande amor, sì poco amato, / dopo sì grande amor, sì poco amato! / O diletto del mio petto, / se già un tempo fu così, / or te sol bramo: / caro non pianger più, ch'io t'amo e t'amo, / caro non pianger più, ch'io t'amo e t'amo.
Tu dormi, Ninno mio, ma intanto il core / non dorme, no ma veglia a tutte 'ore, / non dorme, no ma veglia a tutte l'ore. / Deh, mio bello e puro Agnello, / a che pensi? dimmi tu. / O amore immenso, / "Un dì morir per te" – rispondi – "io penso", / "Un dì morir per te" – rispondi – "io penso".
Dunque a morire per me, tu pensi, o Dio / ed altro, fuor di te, amar poss'io? / ed altro, fuor di te, amar poss'io? / O Maria, speranza mia, / s'io poc'amo il tuo Gesù, / non ti sdegnare / amalo tu per me, s'io nol so amare! / amalo tu per me, s'io nol so amare!
Traducción al castellano:
Tú desciendes desde las estrellas / ¡oh Rey del Cielo! / y vienes a una gruta al frío y hielo / y vienes a una gruta al frío y hielo. / ¡Oh Niñito mío divino! / Yo te veo aquí temblar / ¡oh Dios bendito! / ¡Ah! ¡Cuánto te costó el haberme amado! / ¡Ah! ¡Cuanto te costó el haberme amado!
A Ti, que eres del mundo el Creador / faltan ropa y fuego ¡oh mi Señor! / faltan ropa y fuego ¡oh mi Señor! / Querido bebé elegido, / esta misma pobreza más me enamora, / porque el amor Te hizo también pobre, / porque el amor Te hizo también pobre.
Dejas la hermosa alegría del seno divino, / para venir y penar en este heno, / para venir y penar en este heno. / Dulce amor de mi corazón, / ¿a dónde Te ha llevado el amor? / ¡Oh Jesús mío! / ¿Por qué tanto sufrimiento por mi bien? / ¿Por qué tanto sufrimiento por mi bien?
Pero si fue tuyo querer tu sufrimiento, / ¿por qué quieres llorar pues, por qué gemir? / ¿Por qué quieres llorar pues, por qué gemir? / Esposo mío, Dios amado, / Jesús mío, Te digo ¡sí! Ah, mi Señor, / no lloras de pena, sino de amor, / no lloras de pena, sino de amor.
¡Lloras al verme ingrato contigo / después de amor tan grande, tan poco amado, / después de amor tan grande, tan poco amado! / ¡Oh Amado de mi pecho, / si alguna vez fue así, / ahora solo te anhelo a Ti: / querido no llores más, te amo y te amo, / querido no llores más, te amo y te amo.
Tú duermes, Niño mío, pero en tanto el corazón / no duerme, sino vela a todas horas, / no duerme, sino vela a todas horas. / ¡Ah, mi hermoso y puro Cordero, / ¿en qué estás pensando? Dime Tú. / Oh inmenso amor, "Morir por Ti" –respondes– "pienso", / morir por Ti" –respondes– "pienso".
Entonces, morir por mí piensas ¡oh Dios! / y más allá de Ti, ¿aún amar puedo? / Y más allá de Ti, ¿aún amar puedo? / ¡Oh María, esperanza mía! / Si poco yo amo a tu Jesús, / no me desdeñes, / ¡ámalo por mí, si no sé amarlo! / ¡Ámalo por mí, si no sé amarlo!